# Password (travhäst)
Password, född 31 mars 2003, är en fransk varmblodig travhäst. Han tränades och kördes av Jean-Philippe Dubois.
Password började tävla i augusti 2005 och inledde med en tredjeplats för att därefter ta sin första seger i andrastarten. Han sprang under sin karriär in 189 810  euro på 12 starter, varav 4 segrar, 3 andraplatser och 2 tredjeplatser. Han tog tog karriärens största seger i Prix Kalmia (2006).
Han vann även Prix Emmanuel Margouty (2005). Han kom även på andraplats i Prix Maurice de Gheest (2006) och Prix Paul Karle (2006) och på tredjeplats i Prix Paul-Viel (2006).

## Statistik
| Statistik för Password (Ref.) | Statistik för Password (Ref.) | Statistik för Password (Ref.) | Statistik för Password (Ref.) | Statistik för Password (Ref.) | Statistik för Password (Ref.) |
| ----------------------------- | ----------------------------- | ----------------------------- | ----------------------------- | ----------------------------- | ----------------------------- |
| Starter                       | Placeringar                   | Startprissumma                | Segerprocent                  | Platsprocent                  | Rekord                        |
| 12                            | 4-3-2                         | 189 810 euro                  | 33 %                          | 75 %                          | 1.14,3ak,                     |

### Större segrar
| År   | Lopp                   | Kusk                 | Vinstbelopp | Grupp   |
| ---- | ---------------------- | -------------------- | ----------- | ------- |
| 2005 | Prix Emmanuel Margouty | Jean-Philippe Dubois | 50 000 EUR  | Grupp 2 |
| 2006 | Prix Kalmia            | Jean-Philippe Dubois | 50 000 EUR  | Grupp 2 |